# Smilax saulensis
Smilax saulensis är en enhjärtbladig växtart som beskrevs av J.D.Mitch. Smilax saulensis ingår i släktet Smilax och familjen Smilacaceae.
Artens utbredningsområde är Franska Guyana. Inga underarter finns listade.